# برنادین هیز
برنادین هیز (گاهی اوقات به عنوان برنادین هیز نوشته می‌شود؛ ۱۵ مارس ۱۹۱۲ – ۲۹ اوت ۱۹۸۷) یک هنرپیشه سینما و تلویزیون آمریکایی بود. او همچنین در رادیو و صحنه و به عنوان خواننده اجرا می‌کرد.
هیز در لیندل بلوار در سنت لوئیس، میسوری متولد شد. او سه برادر و سه خواهر داشت و از ۹ سالگی شروع به اجرا در تولیدات آماتور کرد. او از دبیرستان یتمن فارغ‌التحصیل شد و یک ترم در دانشگاه واشینگتن تحصیل کرد.